# Аникеев, Серафим Михайлович
Серафим Михайлович Анике́ев (23 февраля [7 марта] 1904 год, Воронеж, Российская империя — 26 августа 1962, Москва, СССР) — советский артист оперетты. Лауреат Сталинской премии второй степени (1950). Народный артист РСФСР (1959). Член ВКП(б) c 1940 года.

## Биография

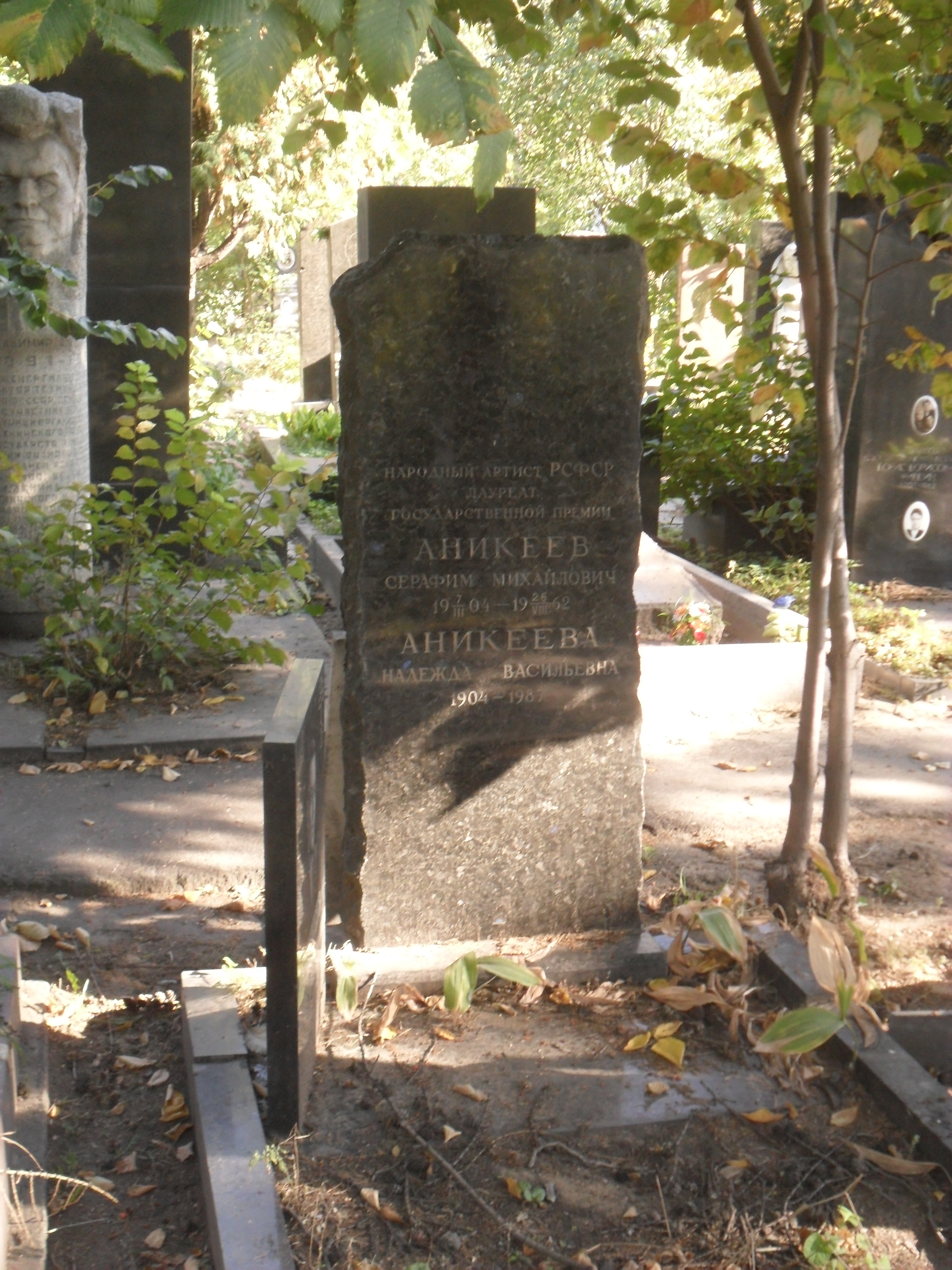
Могила Аникеева на Новодевичьем кладбище Москвы.

Серафим Михайлович Аникеев родился 23 февраля (7 марта) 1904 год в Воронеже.
Выступал в Воронежском цирке в качестве акробата, затем клоуна (1919), в 1920—1922 — артист Воронежского опытного театра-студии. Окончил Воронежские театральные курсы (1923) и с 1923 по 1927 год выступал на сцене Воронежского театра драмы. С 1930 года — артист (в 1943—1946 годах — директор) Московского театра оперетты.
С. М. Аникеев умер 26 августа 1962 года. Похоронен в Москве на Новодевичьем кладбище.
Работал на радио, записывался на пластинках. Так, исполнил «Песню пожилых людей» И. Дунаевского из фильма «Запасной игрок» вместе со своими коллегами по Московскому театру оперетты В. Володиным и В. Алчевским.

## Фильмография

### Роли в кино
- 1935 — Лавры мисс Эллен Грей — Мотька
- 1961 — Совершенно серьёзно. Приятного аппетита — посетитель ресторана, бывший официант
- 1962 — Композитор Исаак Дунаевский — Бобриков

### Актёр озвучивания мультфильмов
- 1955 — Трубка и медведь — Дятел
- 1957 — В некотором царстве — Царь
- 1957 — В одной столовой
- 1957 — Чудесница — Арбуз
- 1958 — Первая скрипка — Бабочка-учитель / сторож
- 1958 — Грибок-теремок — Кузнечик
- 1958 — Спортландия — Дон Кихот из книги
- 1960 — Лиса, бобёр и другие — Кот-парикмахер / Ёж / Бобёр
- 1960 — Человечка нарисовал я — солдатик (командир)
- 1961 — Дорогая копейка — Пфенниг

## Признание и награды
- Заслуженный артист РСФСР (1947)
- Сталинская премия второй степени (1950) — за исполнение роли Богдана Сусика в оперетте Ю. С. Милютина «Трембита», поставленной И. М. Тумановым (1948).
- Народный артист РСФСР (1959)